# David Sinclair
David Andrew Sinclair (nascut el 26 de juny de 1969) és un biòleg i acadèmic australià conegut per les seves recerques sobre l'envelliment i l'epigenètica. Sinclair és professor de genètica a l'Escola de Medicina d'Harvard i és codirector del Centre Paul F. Glenn per a la Biologia de la Recerca de l'Envelliment. És oficial de l'Orde d'Austràlia (AO).
Sinclair ha aparegut en la revista Time, The New York Times, 60 Minutes, així com en la revista Boston, The Washington Post, The Economist, TED i The Joe Rogan Experience, on ha compartit el seu punt de vista sobre el futur de l'envelliment de l'espècie humana.

## Biografia
David Andrew Sinclair va néixer a Austràlia el 1969 i va créixer en St Ives, a Nova Gal·les del Sud. La seva àvia paterna havia emigrat a Austràlia després de la repressió de l'Aixecament hongarès de 1956, i el seu pare va canviar el cognom de Szigeti a Sinclair. Sinclair va estudiar en la Universitat de Nova Gal·les del Sud, Sydney, obtenint una llicenciatura en bioquímica amb honors en 1991 i un doctorat en genètica molecular en 1995, centrant-se en la regulació gènica en llevats. També va guanyar el Premi de la Commonwealth d'Austràlia.

### Trajectòria
El 1993, va conèixer a Leonard P. Guarente, un professor de l'Institut Tecnològic de Massachusetts que estudiava els gens implicats en la regulació de l'envelliment, quan aquest feia una gira de conferències per Austràlia, i durant la trobada va animar a Sinclair a postular-se per a un lloc de posdoctorat al laboratori de Guarente. A principis d'aquest any, el laboratori de Cynthia Kenyon en la UCSF havia descobert que una mutació d'un sol gen (Daf-2) podria duplicar la vida útil del C. elegans.
El 1999, després de quatre anys de treballar com a investigador postdoctoral per a Guarente, Sinclair va ser contractat en la Facultat de Medicina d'Harvard. El 2003, el seu laboratori era petit i lluitava per aconseguir finançament. Sinclair es va reunir amb el filantrop Paul F. Glenn, qui el 2004 va donar 5 milions de dòlars a Harvard per a establir els Laboratoris Paul F. Glenn per als Mecanismes Biològics de l'Envelliment a Harvard, del qual Sinclair es va convertir en el director fundador. Actualment és codirector, juntament amb Bruce Yankner.
El mateix 2004, Sinclair, juntament amb els empresaris Andrew Perlman, Christoph Westphal, Richard Aldrich, Richard Pops i Paul Schimmel, van fundar Sirtris Pharmaceuticals. Sirtris es va centrar en desenvolupar la recerca de Sinclair sobre activadors de sirtuinas. L'empresa es va centrar específicament en formulacions de resveratrol i derivats com a activadors de l'enzim SIRT1. El producte inicial de la companyia es va dir SRT501 i era una formulació de resveratrol. Posteriorment, el 2008 l'empresa seria comprada i convertida en subsidiària de GlaxoSmithKline per 720 milions de dòlars. Cinc anys més tard, GSK va tancar el programa Sirtris sense aconseguir un desenvolupament farmacològic reeixit.
El 2006, va fundar Genocea Biosciences amb base en el treball del científic d'Harvard Darren E. Higgins entorn dels antígens que estimulen les cèl·lules T i l'ús d'aquests antígens per a crear vacunes; Sinclair va ser co-fundador. Genocea va acomiadar a la major part de la seva plantilla en 2022 després de presentar dades decebedores en la AACR.
En 2008, Sinclair va ser ascendit a professor titular a l'Escola de Medicina d'Harvard. Uns anys més tard, també es va convertir en professor adjunt en la Facultat de Ciències Mèdiques de la Universitat de Nova Gal·les del Sud.
El 2011, Sinclair va ser cofundador de OvaScience amb Michelle Dipp, Aldrich, Westphal i Jonathan Tilly, basat en el treball científic realitzat per Tilly sobre les cèl·lules mare oogoniales de mamífers i el treball sobre els mitocondris de Sinclair. El treball de Tilly va ser controvertit i alguns grups no van poder replicar-lo. L'empresa finalment va ser pressionada per eludir a les autoritats reguladores de EE. UU. per a les proves de fertilitat.
En 2011, Sinclair també va ser cofundador de CohBar, juntament amb Nir Barzilai i altres col·legues. CohBar tenia com a objectiu descobrir i desenvolupar nous pèptids derivats dels mitocondris.
Al setembre de 2019, Sinclair va publicar un èxit de vendes del New York Times, coescrit amb el periodista Matthew LaPlante i traduït a 18 idiomes. També va ser llançat com a audiollibre en Audible i llegit pel mateix Sinclair. Sinclair analitza àmpliament les seves pràctiques de longevitat en les xarxes socials i les inclou en el seu llibre. Inclouen dosis diàries de NMN i resveratrol, que segons Sinclair són activadors de SIRT1.

## Premis i reconeixements
Sinclair ha rebut diversos premis per la seva recerca, inclòs el Premi de Distinció Irving S. Wright de la Federació Estatunidenca de Recerca sobre l'Envelliment en 2018, el Premi Avançat en Ciències de la Vida del govern australià en 2017 i la Medalla de la Societat Australiana de Recerca Mèdica en 2014.
El 2014, Sinclair va ser inclòs en Time 100 com una de les cent persones més influents del món, i en 2018 va ser inclòs en la llista de les 50 persones més influents en la cura de la salut de la revista <i id="mwiA">Time</i>. El 2018, Sinclair va ser nomenat oficial de l'Orde d'Austràlia.

## Publicacions

### Llibres
- Sinclair, David. Lifespan: Why We Age – and Why We Don't Have To.  New York: Simon & Schuster, 2019. ISBN 978-1501191978. A New York Times bestseller (2019).